# Ms.Ooja
Ms.Ooja (stilisiert als „Ms.OOJA“) (* 28. Oktober 1982 in Yokkaichi, Präfektur Mie, Japan) ist eine japanische Singer-Songwriterin mit J-Pop- und R&B-Einflüssen und steht bei Universal Music Japan unter Vertrag.

## Leben
Sie ist die älteste Tochter ihrer Familie mit einem Bruder und zwei Schwestern. Sie strebte ihre musikalische Karriere im Alter von 17 Jahren an. Nach ihrem schulischen Abschluss in Yokkaichi, gab sie während ihrer Arbeit, in einem Kleidungsladen, Aktivitäten in der japanischen Club-Szene und startete somit in Nagoya ihre erste Bühnenerfahrung. Bevor sie jedoch das Singen erlernte, lernte sie das Tanzen.

## Karriere
Laut eigenen Aussagen soll in ihrem Künstlernamen ein Teil ihres wirklichen Namens versteckt sein, jedoch gibt es keine Angaben zu ihrem wirklichen Namen.
Im Juli 2006 debütierte sie in den japanischen Musikmarkt als Independent-Musiker. Dafür zog sie schließlich nach Nagoya um, wo sie dort auch im Kleidungsladen arbeitete. Am 20. Mai 2009 kollaborierte sie mit dem japanischen Rapper El Latino als Duo, mit dem Namen El Latino & Ms.Ooja und veröffentlichten das Studioalbum Impact. Mitarbeiter von Universal Music Japan wurden hierdurch auf sie aufmerksam und gaben ihr die Gelegenheit für einen Großauftrag von einer richtigen Plattenfirma. Sie bekam schließlich auch von anderen Plattenfirmen ein Angebot, doch sie blieb bei Universal Music Japan.
Ihre erste Single It’s Ok veröffentlichte sie am 16. Februar 2011, stieg aber nur auf #127 der Oricon-Charts und hielt sich dort für eine Woche. An ersten Erfolg knüpfte sie mit ihrer fünften Single Be…, da sich die Single bis zu 15.000-mal verkaufen konnte und es auf #20 der Charts schaffte. Ihr 2012 veröffentlichtes Studioalbum Heart schaffte es auch erstmals in ihrer Karriere in den täglichen Oricon-Charts auf #1, in den wöchentlichen Charts auf #4 und konnte sich 17 Wochen in den Charts halten.
Für April 2016 wurde ihr Lied Be… mit 2-fach-Platin ausgezeichnet, was 500.000 legalen Downloads entspricht.

## Diskografie

### Alben
| Jahr | Titel | Höchstplatzierung, Gesamtwochen, AuszeichnungChartsChartplatzierungen (Jahr, Titel, Platzierungen, Wochen, Auszeichnungen, Anmerkungen) | Anmerkungen                                                  |
| Jahr | Titel | JP | Anmerkungen                                                  |
| ---- | --- | --- | ------------------------------------------------------------ |
| 2010 | Ms.Ooja | JP109 (2 Wo.)JP | Erstveröffentlichung: 20. Januar 2010                        |
| 2011 | Voice | JP25 (10 Wo.)JP | Erstveröffentlichung: 22. Juni 2011                          |
| 2012 | Heart | JP4 (17 Wo.)JP | Erstveröffentlichung: 9. Mai 2012 Verkäufe JP: + 15.601      |
| 2012 | Woman: Love Song Covers | JP10 (17 Wo.)JP | Erstveröffentlichung: 7. November 2012 Verkäufe JP: + 32.655 |
| 2013 | Faith | JP16 (6 Wo.)JP | Erstveröffentlichung: 12. Juni 2013 Verkäufe JP: + 10.366    |
| 2013 | Man: Love Song Covers 2 | JP12 (11 Wo.)JP | Erstveröffentlichung: 6. November 2013 Verkäufe JP: + 18.026 |
| 2014 | Color | JP26 (4 Wo.)JP | Erstveröffentlichung: 11. Juni 2014 Verkäufe JP: + 4.620     |
| 2014 | Woman 2: Love Song Covers | JP31 (6 Wo.)JP | Erstveröffentlichung: 26. November 2014 Verkäufe JP: + 3.566 |
| 2015 | Tsubasa (翼) Flügel | JP23 (3 Wo.)JP | Erstveröffentlichung: 17. Juni 2015                          |
| 2015 | The Hits: No. 1 Song Covers | JP19 (6 Wo.)JP | Erstveröffentlichung: 19. August 2015                        |
| 2016 | Ms.Ooja the Best: Anata no Shudaika (あなたの主題歌) Dein Titellied                                                                       | JP7 (11 Wo.)JP | Erstveröffentlichung: 9. März 2016 Verkäufe JP: + 16.243     |
| 2016 | Again | JP23 (5 Wo.)JP | Erstveröffentlichung: 16. November 2016 Verkäufe JP: + 5.890 |
| 2017 | Ms.Ooja no, Ichiban Nakeru Drecom (Ms.Ooja の、いちばん泣けるドリカム) Ms.Oojas liebsten Lieder die zu Tränen rühren von Dreams Come True | JP16 (7 Wo.)JP | Erstveröffentlichung: 3. Mai 2017 Verkäufe JP: + 7.374       |
| 2018 | Proud | JP14 (6 Wo.)JP | Erstveröffentlichung: 7. Februar 2018 Verkäufe JP: + 6.503   |
| 2018 | Stories | JP31 (3 Wo.)JP | Erstveröffentlichung: 24. Oktober 2018 Verkäufe JP: + 2.338  |
| 2019 | Shine | JP18 (3 Wo.)JP | Erstveröffentlichung: 7. August 2019 Verkäufe JP: + 3.345    |
| 2020 | 流しのOoja ～Vintage Song Covers～ | JP31 (13 Wo.)JP | Erstveröffentlichung: 26. August 2020                        |
| 2021 | Present | JP15 (4 Wo.)JP | Erstveröffentlichung: 6. Oktober 2021                        |
| 2022 | 10th Anniversary Best ～私たちの主題歌～                                                                                                  | JP22 (4 Wo.)JP | Erstveröffentlichung: 16. Februar 2022                       |
| 2022 | 流しのOoja2 ～Vintage Song Covers～ | JP19 (8 Wo.)JP | Erstveröffentlichung: 21. September 2022                     |
| 2023 | 40 | JP34 (3 Wo.)JP | Erstveröffentlichung: 6. September 2023                      |
| 2024 | 流しのOoja3 ～Vintage Song Covers～ | JP12 (13 Wo.)JP | Erstveröffentlichung: 17. April 2024                         |

### Singles
| Jahr | Titel Album                                                                                             | Höchstplatzierung, Gesamtwochen, AuszeichnungChartsChartplatzierungen (Jahr, Titel, Album, Platzierungen, Wochen, Auszeichnungen, Anmerkungen) | Anmerkungen                                                   |
| Jahr | Titel Album                                                                                             | JP | Anmerkungen                                                   |
| ---- | --- | --- | ------------------------------------------------------------- |
| 2011 | It’s Ok Voice                                                                                           | JP127 (1 Wo.)JP | Erstveröffentlichung: 16. Februar 2011                        |
| 2011 | Life Voice                                                                                              | JP50 (5 Wo.)JP | Erstveröffentlichung: 13. April 2011                          |
| 2011 | Cry Day… Voice                                                                                          | JP100 (2 Wo.)JP | Erstveröffentlichung: 25. Mai 2011                            |
| 2011 | Dilemma: I’m Your Side (ジレンマ) ~I’m your side~ Heart                                                 | JP81 (2 Wo.)JP | Erstveröffentlichung: 28. September 2011                      |
| 2012 | Be… Heart                                                                                               | JP20 ×2Doppelplatin (Digital) · (12 Wo.)JP | Erstveröffentlichung: 29. Februar 2012 Verkäufe JP: + 14.818  |
| 2012 | My Way Heart                                                                                            | JP50 (3 Wo.)JP | Erstveröffentlichung: 18. April 2012                          |
| 2012 | Gips / Miagete Goran Yoru no Hoshi wo (ギブス / 見上げてごらん夜の星を) Woman -Love Song Covers-        | JP99 (1 Wo.)JP | Erstveröffentlichung: 17. Oktober 2012 Verkäufe JP: + 596     |
| 2013 | 30 Faith                                                                                                | JP49 (2 Wo.)JP | Erstveröffentlichung: 6. März 2013 Verkäufe JP: + 1.780       |
| 2013 | Answer Faith                                                                                            | JP106 (1 Wo.)JP | Erstveröffentlichung: 22. Mai 2013 Verkäufe JP: + 777         |
| 2014 | Mata Koi wo Suru Koto Nado (また恋をすることな) Color                                                   | JP60 (1 Wo.)JP | Erstveröffentlichung: 14. Mai 2014                            |
| 2016 | Anata ni Aenaku Naru Hi Made / You Are Beautiful (あなたに会えなくなる日まで / You are Beautiful) Again | JP35 (2 Wo.)JP | Erstveröffentlichung: 14. September 2016 Verkäufe JP: + 2.171 |

## Lieder
1. Fairway
2. Your Pain
3. Free Bird
4. Ameagari (雨上がり)
5. My Special
6. Woman
7. It’s Ok
8. Miss U
9. Life
10. Love Again
11. Konya Dake Kitto (今夜だけきっと)
12. Cry Day...
13. Shout Out!!
14. Baby Don’t Know Why
15. Beautiful Days
16. Lost in Love
17. Dear
18. Dilemma: I’m Your Side (ジレンマ)
19. I Can Change
20. Be...
21. Squall
22. I Gotta Feel
23. My Way
24. Letter
25. Sayonara (サヨナラ)
26. Forbidden Love
27. Saigo no Kotoba (最後の言葉)
28. Get Over
29. One Way Drive
30. Re;Born
31. 30
32. Yasahī Ame (優しい雨)
33. Ajisai (紫陽花)
34. Answer
35. Where Is My Place
36. Shiny Sky
37. Goodbye
38. Love’s Here
39. Movin’
40. You & I
41. July
42. I Will
43. Winter Song
44. Mata Koi wo Suru Koto Nado (また恋をすることなど)
45. One More Time (ワンモアタイム)
46. Mata Aeru Hi Made (また会える日まで)
47. Jewel
48. Kimi no Mae de Nakanai (君の前で泣かない)
49. My Boy
50. Orange
51. She
52. Hodōkyō (歩道橋)
53. Zutto (ずっと)
54. Life Goes On
55. Tsubasa (翼)
56. Scenario (シナリオ)
57. Newday
58. Kimi ga ī (君がいい)
59. Tsuioku (追憶)
60. Anata ni Aenaku Naru Hi Made (あなたに会えなくなる日まで)
61. You Are Beautiful
62. I Love You
63. White Letter
64. Brand New Day
65. Ale (エール)
66. Brave
67. Stand Up!!
68. Sakura
69. I Won’t Forget About You
70. Contrast (コントラスト)
71. Be Myself
72. With
73. Proud
74. Umi wo Miteru (海を見てる)
75. Natsugumo (夏雲)
76. My Song
77. Hoshi to Hanbun no Tsuki (星と半分の月)
78. Sweet Pain
79. Kumori Tokidoki Hare (くもり ときどき 晴れ)
80. Baby Don’t Let Me Go
81. Calling
82. In the Rain
83. Piece
84. Love Song
85. Ajisai (紫陽花)

- Cover

1. Ame (雨) (original von Chisato Moritaka)
2. Saigo no Ame (最後の雨)
3. Gips (ギブス) (original von Sheena Ringo)
4. Miagete Goran Yoru no Hoshi wo (見上げてごらん夜の星を) (original von Deen)
5. First Love (original von Hikaru Utada)
6. Let Go (original von M-Flo und Yoshika)
7. Gekkō (月光) (original von Chihiro Onitsuka)
8. Yasashī Kiss wo Shite (やさしいキスをして) (original von Dreams Come True)
9. Raining (original von Cocco)
10. Yuki no Hana (雪の華) (original von Mika Nakashima)
11. Be Alive (original von Yuki Koyanagi)
12. Tears (original von Fayray)
13. Kono Yoru wo Tomete yo (この夜を止めてよ) (original von Juju)
14. Story (original von Ai)
15. Aitai (会いたい) (original von Chikaco Sawada)
16. Silhouette Romance (シルエット・ロマンス) (original von Junko Ohashi)
17. Tōhōku (遠く遠く) (original von Noriyuki Makihara)
18. Ti Amo (original von Exile)
19. Missing (original von Toshinobu Kubota)
20. Sō (Kana de) (奏 (かなで)) (original von Sukima Switch)
21. Omoidasenaku Naru Sonohi Made (思い出せなくなるその日まで)
22. Seppun Kiss (接吻) (original von Original Love)
23. Konomama Kimi Dake wo Ubaisaritai (このまま君だけを奪い去りたい)
24. Saudade (サウダージ) (original von Porno Graffitti)
25. True Love (original von Fujī Fumiya)
26. Rainy Blue (レイニー ブルー) (original von Hideaki Tokunaga)
27. Bye for Now
28. Kimi ga Omoide ni Narumaeni (君が思い出になる前に)
29. Forget-Me-Not
30. Dare Yori Suki na no ni (誰より好きなのに) (original von Toko Furūchi)
31. Times Goes by (original von ELT)
32. Hello, Again: Mukashi Kara Aru Basho (昔からある場所) (original von My Little Lover)
33. There Will Be Love There: Ai no Aru Basho (愛のある場所) (original von The Brilliant Green)
34. Jōnetsu (情熱) (original von UA)
35. Departures (original von Globe)
36. La-La-La (ら・ら・ら) (original von Maki Ohguru)
37. Woman (original von Ann Lewis)
38. Shiawase ni Naritai (幸せになりたい) (original von Yuki Uchida)
39. Dear...Again (original von Kōmi Hirose)
40. Nagai Aida (長い間) (original von Kiroro)
41. Alone (original von Mayo Okamoto)
42. M (original von Princess Princess)
43. Swallowtail Butterfly: Ai no Uta (あいのうた) (original von Yen Town Band)
44. Sora to Kimi no Aida ni (空と君のあいだに) (original von Miyuki Nakajima)
45. Winter, Again (original von Glay)
46. Dōkoku (慟哭) (original von Shizuka Kudo)
47. Manatsu no Yoru no Yume (真夏の夜の夢) (original von Yumi Matsutoya)
48. Hitomi wa Diamond (瞳はダイアモンド) (original von Seiko Matsuda)
49. Asa ga Mata Kuru (朝がまた来る) (original von Dreams Come True)
50. Kanashimi ni Sayonara (悲しみにさよなら) (original von Chita Anzen)
51. Piece of My Wish (original von Miki Imai)
52. Tomorrow (original von Mayo Okamoto)
53. My Graduation (original von Speed)
54. Itsumademo Kawaranu Ai wo (いつまでも変わらぬ愛を) (Tetsuro Oda)
55. Sora mo Toberu Hazu (空も飛べるはず) (original von Spitz)

- Zusammenarbeiten

1. Aitai (会いたい) (mit El Latino)
2. Girls Tell Me Truth (mit Anty the Kunoichi)
3. Life Goes On (mit Destino)
4. One Night (mit DJ Moto a.k.a. Don Grande)
5. Asayake (mit Hyena)
6. No Limit (mit Lisa Yamaguchi)
7. What’s Going On (mit El Latino)
8. Hoshizuku no Yoru (mit Infinity16)
9. Love Is... (mit Home Made Kazu)
10. Jus’Tonight (mit Pushim)
11. Lights On Remix (mit Sean Paul)
12. Onaji Sora no Shita (同じ空の下) (mit Bikke von Tokyo No. 1 Soul Set)
13. Be... (mit Kaoru Kurosawa)
14. Asahi no Yōna Kiss wo Shite (朝陽のようなkissをして) (mit Jay’ed)
15. Why You Are (mit Kentarō Kobuchi)

- Übergänge

1. Intro (Voice)
2. Intro (Heart)
3. Interlude: Rock Me Baby (ロックミーベイビー)
4. Intro (Faith)